# 1. liga słoweńska w piłce siatkowej mężczyzn (1995/1996)
1. liga słoweńska w piłce siatkowej mężczyzn 1995/1996 (oficjalnie 1. državna odbojkarska liga 1995/1996, w skrócie 1. DOL 1995/1996) – 5. sezon mistrzostw Słowenii zorganizowany przez Słoweński Związek Piłki Siatkowej (Odbojkarska zveza Slovenije, OZS).
W 1. lidze w sezonie 1995/1996 uczestniczyło 14 drużyn. Do najwyższej klasy rozgrywkowej z 2. ligi awansowały kluby Simonov Zaliv Izola i Črnuče. Rozgrywki składały się z fazy zasadniczej, fazy play-off, fazy kwalifikacyjnej do 1A. DOL oraz fazy play-out. W fazie zasadniczej na podstawie wyników z poprzedniego sezonu zespoły podzielone zostały na dwie dywizje – 1A. i 1B. W obu dywizjach drużyny rozgrywały między po cztery spotkania. Mistrz i wicemistrz Słowenii w sezonie 1994/1995 oraz dwa najlepsze zespoły z dywizji 1A. rywalizowały w fazie play-off o mistrzostwo Słowenii. Pozostałe drużyny z dywizji 1A. oraz dwie najlepsze z dywizji 1B. rywalizowały o udział w dywizji 1A. w przyszłym sezonie, natomiast cztery ostatnie drużyny z dywizji 1B. walczyły o utrzymanie w fazie play-out.
Po raz trzeci mistrzem Słowenii został Salonit Anhovo Kanal, który w finałach fazy play-off pokonał Marles Maribor. Trzecie miejsce zajął klub Olimpija. Do 2. DOL spadł klub ŠDO Brezovica.

## System rozgrywek
W sezonie 1995/1996 w 1. lidze słoweńskiej uczestniczyło 14 drużyn. Rozgrywki składały się z fazy zasadniczej, fazy play-off, fazy kwalifikacyjnej do 1A. DOL oraz fazy play-out.

### Faza zasadnicza
W fazie zasadniczej uczestniczyło 14 drużyn (wszystkie z wyjątkiem mistrza i wicemistrza Słowenii, którzy brali udział w Interlidze). Zostały one podzielone na dwie dywizje: 1A. i 1B. Do dywizji 1A. trafiły zespoły, które w sezonie 1994/1995 zajęły w lidze miejsca 3-8, natomiast do dywizji 1B. te, które w sezonie 1994/1995 zakończyły rozgrywki na miejscach 9-12 oraz dwie najlepsze drużyny z 2. ligi.
W ramach dywizji drużyny rozegrały ze sobą po cztery spotkania systemem kołowym (dwa mecze u siebie i dwa rewanże na wyjeździe). Dwie najlepsze drużyny dywizji 1A. uzyskały awans do fazy play-off. Zespoły z miejsc 3-6 dywizji 1A. oraz dwa pierwsze zespoły z dywizji 1B. rywalizowały o miejsca 5-10 i jednocześnie o udział w dywizji 1A. w przyszłym sezonie. Drużyny z miejsc 3-6 dywizji 1B. grały o utrzymanie w 1. lidze w fazie play-out.

### Faza play-off
Faza play-off składała się z I rundy oraz meczów o 3. miejsce i finałów.
W I rundzie uczestniczyły mistrz i wicemistrz Słowenii oraz dwa najlepsze zespoły z dywizji 1A. Drużyny rozegrały ze sobą po dwa spotkania systemem kołowym (mecz u siebie i rewanż na wyjeździe). Dwie najlepsze awansowały do finałów, natomiast te, które zajęły miejsca 3-4 rywalizowały o 3. miejsce.
W finałach i meczach o 3. miejsce rywalizacja toczyła się do trzech wygranych meczów ze zmianą gospodarza po każdym spotkaniu. Gospodarzem pierwszego meczu w parze była drużyna, która w I rundzie fazy play-off zajęła wyższe miejsce w tabeli.

### Faza kwalifikacyjna do 1A. DOL
W fazie kwalifikacyjnej do 1A. DOL uczestniczyły zespoły z miejsc 3-6 dywizji 1A. oraz dwa pierwsze zespoły z dywizji 1B. Rozegrały one ze sobą po dwa spotkania systemem kołowym (mecz u siebie i rewanż na wyjeździe). Drużyny rozpoczynały zmagania z następującą liczbą punktów:
- 3. drużyna 1A. DOL – 6 pkt;
- 4. drużyna 1A. DOL – 4 pkt;
- 5. drużyna 1A. DOL – 2 pkt;
- 6. drużyna 1A. DOL – 0 pkt;
- 1. drużyna 1B. DOL – 2 pkt;
- 2. drużyna 1B. DOL – 0 pkt.

Cztery najlepsze zespoły zapewniły sobie udział w 1A. DOL w sezonie 1996/1997, natomiast pozostałe trafiły do 1B. DOL. Na podstawie miejsc w tabeli zespoły zostały sklasyfikowane odpowiednio na miejscach 5-10 w klasyfikacji końcowej.

### Faza play-out
W fazie play-out brały udział drużyny z miejsc 3-6 dywizji 1B. Rozegrały one ze sobą po dwa spotkania systemem kołowym (mecz u siebie i rewanż na wyjeździe). Ostatnia drużyna w tabeli spadła do 2. ligi, natomiast pozostałe zostały sklasyfikowane odpowiednio na miejscach 11-13 w klasyfikacji końcowej.

## Drużyny uczestniczące
| | Interliga 1995/1996  |    |      |
| --- | -------------------- | -- | ---- |
| SAL | Salonit Anhovo Kanal | 1  | PEMK |
| PMR | Pomurje              | 2  | CEV  |
| | 1A. DOL 1995/1996    |    |      |
| MRB | Marles Maribor       | 3  | PEZP |
| OLI | Olimpija             | 4  |      |
| LJU | Ljutomer             | 5  |      |
| KRK | Krka Novo mesto      | 6  |      |
| KAM | Kamnik               | 7  |      |
| BLE | Minolta Bled         | 8  |      |
| | 1B. DOL 1995/1996    |    |      |
| TPŠ | Šoštanj Topolšica    | 9  |      |
| ŽRV | Žirovnica            | 10 |      |
| FUŽ | Fužinar              | 11 |      |
| BRZ | ŠDO Brezovica        | 12 |      |
| | Awans z 2. DOL       |    |      |
| IZL | Simonov Zaliv Izola  | 1  |      |
| ČRN | Črnuče               | 2  |      |
| Oznaczenia: - kolumna pierwsza – skróty nazw drużyn wpisane na mapie (jeśli ta została zamieszczona), - kolumna trzecia – miejsce zajęte przez daną drużynę w poprzednim sezonie. |                      |    |      |

## Faza zasadnicza

### 1A. DOL

#### Tabela wyników
| Gospodarz \ Gość1 | MRB | OLI | LJU | KRK | KAM | BLE |
| ----------------- | --- | --- | --- | --- | --- | --- |
| Marles Maribor    | -   | 3:0 | 3:0 | 3:0 | 3:0 | 3:1 |
| Olimpija          | 2:3 | -   | 3:0 | 3:0 | 3:0 | 3:0 |
| Ljutomer          | 0:3 | 3:1 | -   | 0:3 | 3:0 | 3:1 |
| Krka Novo mesto   | 0:3 | 2:3 | 3:0 | -   | 3:0 | 3:1 |
| Kamnik            | 0:3 | 1:3 | 3:1 | 3:1 | -   | 3:1 |
| Minolta Bled      | 0:3 | 0:3 | 3:1 | 3:1 | 3:0 | -   |

| Gospodarz \ Gość1 | MRB | OLI | LJU | KRK | KAM | BLE |
| ----------------- | --- | --- | --- | --- | --- | --- |
| Marles Maribor    | -   | 3:0 | 3:0 | 3:0 | 3:0 | 3:1 |
| Olimpija          | 0:3 | -   | 3:0 | 3:1 | 3:0 | 3:0 |
| Ljutomer          | 0:3 | 2:3 | -   | 1:3 | 3:0 | 2:3 |
| Krka Novo mesto   | 0:3 | 1:3 | 1:3 | -   | 3:2 | 1:3 |
| Kamnik            | 0:3 | 1:3 | 3:1 | 3:0 | -   | 3:0 |
| Minolta Bled      | 0:3 | 3:0 | 3:0 | 3:1 | 3:1 | -   |

Źródło: OZS (słoweń.)
1 Drużyna gospodarzy jest wymieniona po lewej stronie tabeli.
Kolory:
  zwycięstwo gospodarzy 3:0 lub 3:1
  zwycięstwo gospodarzy 3:2
  zwycięstwo gości 3:0 lub 3:1
  zwycięstwo gości 3:2

#### Tabela
| Lp. | Drużyna         | Pkt | Mecze | Mecze | Mecze | Sety | Sety | Sety  | Małe punkty | Małe punkty | Małe punkty |
| Lp. | Drużyna         | Pkt | M     | W     | P     | wyg. | prz. | stos. | zdob.       | str.        | stos.       |
| --- | --------------- | --- | ----- | ----- | ----- | ---- | ---- | ----- | ----------- | ----------- | ----------- |
| 1.  | Marles Maribor  | 40  | 20    | 20    | 0     | 60   | 4    | 15.00 | 931         | 545         | 1.71        |
| 2.  | Olimpija        | 28  | 20    | 14    | 6     | 45   | 26   | 1.73  | 897         | 774         | 1.16        |
| 3.  | Minolta Bled    | 18  | 20    | 9     | 11    | 32   | 40   | 0.80  | 822         | 828         | 0.99        |
| 4.  | Krka Novo mesto | 12  | 20    | 6     | 14    | 27   | 46   | 0.59  | 803         | 911         | 0.88        |
| 5.  | Kamnik          | 12  | 20    | 6     | 14    | 23   | 46   | 0.50  | 721         | 929         | 0.78        |
| 6.  | Ljutomer        | 10  | 20    | 5     | 15    | 23   | 48   | 0.48  | 737         | 924         | 0.80        |

Źródło: OZS (słoweń.)
Zasady ustalania kolejności: 1. liczba zdobytych punktów; 2. wyższy stosunek setów; 3. wyższy stosunek małych punktów.
Punktacja: zwycięstwo – 2 pkt; porażka – 0 pkt
     Faza play-off
     Faza kwalifikacyjna do 1A. DOL

### 1B. DOL

#### Tabela
| Lp. | Drużyna             | Pkt | Mecze | Mecze | Mecze | Sety | Sety | Sety  | Małe punkty | Małe punkty | Małe punkty |
| Lp. | Drużyna             | Pkt | M     | W     | P     | wyg. | prz. | stos. | zdob.       | str.        | stos.       |
| --- | ------------------- | --- | ----- | ----- | ----- | ---- | ---- | ----- | ----------- | ----------- | ----------- |
| 1.  | Fužinar             | 30  | 20    | 15    | 5     | 51   | 27   | 1.89  | 1024        | 842         | 1.22        |
| 2.  | Simonov Zaliv Izola | 28  | 20    | 14    | 6     | 45   | 24   | 1.88  | 865         | 656         | 1.32        |
| 3.  | Šoštanj Topolšica   | 26  | 20    | 13    | 7     | 46   | 28   | 1.64  | 943         | 836         | 1.13        |
| 4.  | Črnuče              | 22  | 20    | 11    | 9     | 38   | 35   | 1.09  | 898         | 873         | 1.03        |
| 5.  | Žirovnica           | 14  | 20    | 7     | 13    | 32   | 40   | 0.80  | 827         | 878         | 0.94        |
| 6.  | ŠDO Brezovica       | 0   | 20    | 0     | 20    | 2    | 60   | 0.03  | 457         | 929         | 0.49        |

Źródło: OZS (słoweń.)
Zasady ustalania kolejności: 1. liczba zdobytych punktów; 2. wyższy stosunek setów; 3. wyższy stosunek małych punktów.
Punktacja: zwycięstwo – 2 pkt; porażka – 0 pkt
     Faza kwalifikacyjna do 1A. DOL
     Faza play-out

## Faza play-off

### I runda

#### Tabela wyników
| Gospodarz \ Gość1    | SAL | PMR | MRB | OLI |
| -------------------- | --- | --- | --- | --- |
| Salonit Anhovo Kanal | -   | 3:2 | 3:2 | 3:1 |
| Pomurje              | 3:0 | -   | 0:3 | 2:3 |
| Marles Maribor       | 3:0 | 3:1 | -   | 3:0 |
| Olimpija             | 3:2 | 3:1 | 1:3 | -   |

Źródło: OZS (słoweń.)
1 Drużyna gospodarzy jest wymieniona po lewej stronie tabeli.
Kolory:
  zwycięstwo gospodarzy 3:0 lub 3:1
  zwycięstwo gospodarzy 3:2
  zwycięstwo gości 3:0 lub 3:1
  zwycięstwo gości 3:2

#### Wyniki spotkań
1.  kolejka
|  | Marles Maribor | 3:0 (17:16, 15:9, 15:11) | Salonit Anhovo Kanal |  |

|  | Pomurje | 2:3 (11:15, 15:11, 15:8, 12:15, 13:15) | Olimpija |  |

2.  kolejka
|  | Salonit Anhovo Kanal | 3:1 (15:17, 15:4, 15:11, 16:14) | Olimpija |  |

|  | Marles Maribor | 3:1 (15:7, 15:17, 15:10, 16:14) | Pomurje |  |

3.  kolejka
|  | Pomurje | 3:0 (15:13, 15:3, 15:12) | Salonit Anhovo Kanal |  |

|  | Olimpija | 1:3 (4:15, 15:13, 12:15, 8:15) | Marles Maribor |  |

4.  kolejka
|  | Salonit Anhovo Kanal | 3:2 (11:15, 17:16, 12:15, 15:6, 17:15) | Marles Maribor |  |

|  | Olimpija | 3:1 (10:15, 15:13, 15:8, 15:7) | Pomurje |  |

5.  kolejka
|  | Olimpija | 3:2 (11:15, 15:17, 15:10, 16:14, 15:12) | Salonit Anhovo Kanal |  |

|  | Pomurje | 0:3 (5:15, 5:15, 10:15) | Marles Maribor |  |

6.  kolejka
|  | Salonit Anhovo Kanal | 3:2 (15:4, 8:15, 15:13, 12:15, 15:11) | Pomurje |  |

|  | Marles Maribor | 3:0 (15:11, 15:4, 15:1) | Olimpija |  |

#### Tabela
| Lp. | Drużyna              | Pkt | Mecze | Mecze | Mecze | Sety | Sety | Sety  | Małe punkty | Małe punkty | Małe punkty |
| Lp. | Drużyna              | Pkt | M     | W     | P     | wyg. | prz. | stos. | zdob.       | str.        | stos.       |
| --- | -------------------- | --- | ----- | ----- | ----- | ---- | ---- | ----- | ----------- | ----------- | ----------- |
| 1.  | Marles Maribor       | 8   | 6     | 4     | 2     | 14   | 9    | 1.56  | 313         | 279         | 1.12        |
| 2.  | Salonit Anhovo Kanal | 8   | 6     | 4     | 2     | 14   | 10   | 1.40  | 340         | 287         | 1.18        |
| 3.  | Olimpija             | 8   | 6     | 4     | 2     | 15   | 11   | 1.36  | 340         | 331         | 1.03        |
| 4.  | Pomurje              | 0   | 6     | 0     | 6     | 5    | 18   | 0.28  | 232         | 328         | 0.71        |

Źródło: OZS (słoweń.)
Zasady ustalania kolejności: 1. liczba zdobytych punktów; 2. wyższy stosunek setów; 3. wyższy stosunek małych punktów.
Punktacja: zwycięstwo – 2 pkt; porażka – 0 pkt
     Finały
     Mecze o 3. miejsce

### Mecze o 3. miejsce
(do trzech zwycięstw)
|  | Olimpija | 3 – 0 | Pomurje |  |

|  | Olimpija | 3:1 (15:9, 12:15, 15:7, 15:4) | Pomurje |  |

|  | Pomurje | 0:3 (9:15, 7:15, 9:15) | Olimpija |  |

|  | Olimpija | 3:1 (9:15, 15:8, 15:9, 15:13) | Pomurje |  |

### Finały
(do trzech zwycięstw)
|  | Marles Maribor | 1 – 3 | Salonit Kanal |  |

|  | Marles Maribor | 3:0 (16:14, 16:14, 15:9) | Salonit Anhovo Kanal |  |

|  | Salonit Anhovo Kanal | 3:1 (11:15, 16:14, 15:7, 15:13) | Marles Maribor |  |

|  | Marles Maribor | 1:3 (11:15, 12:15, 15:9, 9:15) | Salonit Anhovo Kanal |  |

|  | Salonit Anhovo Kanal | 3:1 (10:15, 15:8, 15:12, 15:9) | Marles Maribor |  |

## Faza kwalifikacyjna do 1A. DOL

### Tabela wyników
| Gospodarz \ Gość1   | BLE | KRK | KAM | LJU | FUŽ | IZL |
| ------------------- | --- | --- | --- | --- | --- | --- |
| Minolta Bled        | -   | 3:2 | 3:0 | 3:0 | 3:0 | 3:0 |
| Krka Novo mesto     | 3:0 | -   | 3:0 | 3:0 | 3:0 | 1:3 |
| Kamnik              | 0:3 | 3:1 | -   | 1:3 | 0:3 | 0:3 |
| Ljutomer            | 1:3 | 3:1 | 3:2 | -   | 3:2 | 3:1 |
| Fužinar             | 3:1 | 3:1 | 3:0 | 3:2 | -   | 3:0 |
| Simonov Zaliv Izola | 3:0 | 2:3 | 3:0 | 3:1 | 3:0 | -   |

Źródło: OZS (słoweń.)
1 Drużyna gospodarzy jest wymieniona po lewej stronie tabeli.
Kolory:
  zwycięstwo gospodarzy 3:0 lub 3:1
  zwycięstwo gospodarzy 3:2
  zwycięstwo gości 3:0 lub 3:1
  zwycięstwo gości 3:2

### Wyniki spotkań
1.  kolejka
|  | Fužinar | 3:2 (15:6, 9:15, 15:8, 14:16, 15:13) | Ljutomer |  |

|  | Minolta Bled | 3:2 (13:15, 15:4, 15:5, 12:15, 15:12) | Krka Novo mesto |  |

|  | Kamnik | 0:3 (13:15, 2:15, 13:15) | Simonov Zaliv Izola |  |

2.  kolejka
|  | Ljutomer | 3:1 (15:7, 14:16, 15:8, 15:12) | Simonov Zaliv Izola |  |

|  | Krka Novo mesto | 3:0 (15:10, 15:12, 15:8) | Kamnik |  |

|  | Fužinar | 3:1 (15:12, 11:15, 15:11, 15:11) | Minolta Bled |  |

3.  kolejka
|  | Minolta Bled | 3:0 (15:8, 15:2, 15:4) | Ljutomer |  |

|  | Kamnik | 0:3 (11:15, 6:15, 10:15) | Fužinar |  |

|  | Simonov Zaliv Izola | 2:3 (15:6, 7:15, 15:0, 10:15, 13:15) | Krka Novo mesto |  |

4.  kolejka
|  | Ljutomer | 3:1 (11:15, 15:11, 15:10, 15:8) | Krka Novo mesto |  |

|  | Fužinar | 3:0 (15:0, 15:0, 15:0) | Simonov Zaliv Izola |  |

|  | Minolta Bled | 3:0 (15:4, 16:14, 15:9) | Kamnik |  |

5.  kolejka
|  | Kamnik | 1:3 (2:15, 14:16, 15:12, 8:15) | Ljutomer |  |

|  | Simonov Zaliv Izola | 3:0 (15:2, 16:14, 15:11) | Minolta Bled |  |

|  | Krka Novo mesto | 3:0 (15:8, 15:9, 15:6) | Fužinar |  |

6.  kolejka
|  | Ljutomer | 3:2 (15:8, 15:4, 11:15, 11:15, 15:12) | Fužinar |  |

|  | Krka Novo mesto | 3:0 (15:3, 15:11, 15:11) | Minolta Bled |  |

|  | Simonov Zaliv Izola | 3:0 (15:4, 15:7, 15:4) | Kamnik |  |

7.  kolejka
|  | Simonov Zaliv Izola | 3:1 (15:11, 12:15, 15:13, 15:10) | Ljutomer |  |

|  | Kamnik | 3:1 (13:15, 16:14, 17:16, 15:10) | Krka Novo mesto |  |

|  | Minolta Bled | 3:0 (15:6, 15:13, 16:14) | Fužinar |  |

8.  kolejka
|  | Ljutomer | 1:3 (15:10, 10:15, 4:15, 5:15) | Minolta Bled |  |

|  | Fužinar | 3:0 (15:13, 15:6, 15:12) | Kamnik |  |

|  | Krka Novo mesto | 1:3 (15:12, 6:15, 12:15, 13:15) | Simonov Zaliv Izola |  |

9.  kolejka
|  | Krka Novo mesto | 3:0 (15:13, 15:10, 15:6) | Ljutomer |  |

|  | Simonov Zaliv Izola | 3:0 (15:0, 15:0, 15:0) | Fužinar |  |

|  | Kamnik | 0:3 (12:15, 1:15, 4:15) | Minolta Bled |  |

10.  kolejka
|  | Ljutomer | 3:2 (15:12, 15:11, 4:15, 12:15, 15:12) | Kamnik |  |

|  | Minolta Bled | 3:0 (15:6, 16:14, 15:11) | Simonov Zaliv Izola |  |

|  | Fužinar | 3:1 (15:4, 11:15, 15:9, 15:5) | Krka Novo mesto |  |

### Tabela
| Lp. | Drużyna             | Pkt | Mecze | Mecze | Mecze | Sety | Sety | Sety  | Małe punkty | Małe punkty | Małe punkty |
| Lp. | Drużyna             | Pkt | M     | W     | P     | wyg. | prz. | stos. | zdob.       | str.        | stos.       |
| --- | ------------------- | --- | ----- | ----- | ----- | ---- | ---- | ----- | ----------- | ----------- | ----------- |
| 1.  | Minolta Bled        | 20  | 10    | 7     | 3     | 22   | 12   | 1.83  | 454         | 356         | 1.28        |
| 2.  | Fužinar             | 14  | 10    | 6     | 4     | 20   | 16   | 1.25  | 460         | 465         | 0.99        |
| 3.  | Krka Novo mesto     | 14  | 10    | 5     | 5     | 21   | 17   | 1.24  | 429         | 366         | 1.17        |
| 4.  | Simonov Zaliv Izola | 12  | 10    | 6     | 4     | 21   | 14   | 1.50  | 425         | 401         | 1.06        |
| 5.  | Ljutomer            | 10  | 10    | 5     | 5     | 19   | 22   | 0.86  | 485         | 515         | 0.94        |
| 6.  | Kamnik              | 4   | 10    | 1     | 9     | 6    | 28   | 0.21  | 340         | 490         | 0.69        |

Źródło: OZS (słoweń.)
Zasady ustalania kolejności: 1. liczba zdobytych punktów; 2. wyższy stosunek setów; 3. wyższy stosunek małych punktów.
Punktacja: zwycięstwo – 2 pkt; porażka – 0 pkt
Uwagi:
1) Kluby rozpoczynały tę fazę z następującą liczbą punktów: Minolta Bled – 6 pkt; Krka Novo mesto – 4 pkt; Kamnik – 2 pkt; Fužinar – 2 pkt; Ljutomer – 0 pkt; Simonov Zaliv Izola – 0 pkt.
2) Kluby Minolta Bled, Fužinar, Krka Novo mesto i Simonov Zaliv Izola zapewniły sobie udział w 1A. DOL w sezonie 1996/1997.

## Faza play-out

### Tabela wyników
| Gospodarz \ Gość1 | TPŠ | ČRN | ŽRV | BRZ |
| ----------------- | --- | --- | --- | --- |
| Šoštanj Topolšica | -   | 3:2 | 3:0 | 3:1 |
| Črnuče            | 1:3 | -   | 2:3 | 3:0 |
| Žirovnica         | 0:3 | 3:1 | -   | 3:1 |
| ŠDO Brezovica     | 1:3 | 3:2 | 2:3 | -   |

Źródło: OZS (słoweń.)
1 Drużyna gospodarzy jest wymieniona po lewej stronie tabeli.
Kolory:
  zwycięstwo gospodarzy 3:0 lub 3:1
  zwycięstwo gospodarzy 3:2
  zwycięstwo gości 3:0 lub 3:1
  zwycięstwo gości 3:2

### Wyniki spotkań
1.  kolejka
|  | Črnuče | 1:3 (12:15, 11:15, 16:14, 7:15) | Šoštanj Topolšica |  |

|  | Žirovnica | 3:1 (16:14, 11:15, 15:5, 15:11) | ŠDO Brezovica |  |

2.  kolejka
|  | Šoštanj Topolšica | 3:1 (15:5, 15:9, 10:15, 15:6) | ŠDO Brezovica |  |

|  | Črnuče | 2:3 (16:14, 8:15, 7:15, 15:5, 12:15) | Žirovnica |  |

3.  kolejka
|  | Žirovnica | 0:3 (8:15, 13:15, 5:15) | Šoštanj Topolšica |  |

|  | ŠDO Brezovica | 3:2 (15:10, 16:14, 3:15, 8:15, 21:19) | Črnuče |  |

4.  kolejka
|  | Šoštanj Topolšica | 3:2 (15:3, 12:15, 15:8, 9:15, 15:13) | Črnuče |  |

|  | ŠDO Brezovica | 2:3 (15:11, 15:10, 1:15, 12:15, 12:15) | Žirovnica |  |

5.  kolejka
|  | ŠDO Brezovica | 1:3 (4:15, 10:15, 16:14, 9:15) | Šoštanj Topolšica |  |

|  | Žirovnica | 3:1 (7:15, 15:6, 15:10, 15:11) | Črnuče |  |

6.  kolejka
|  | Šoštanj Topolšica | 3:0 (15:0, 15:0, 15:0) | Žirovnica |  |

|  | Črnuče | 3:0 (15:4, 15:8, 15:2) | ŠDO Brezovica |  |

### Tabela
| Lp. | Drużyna           | Pkt | Mecze | Mecze | Mecze | Sety | Sety | Sety  | Małe punkty | Małe punkty | Małe punkty |
| Lp. | Drużyna           | Pkt | M     | W     | P     | wyg. | prz. | stos. | zdob.       | str.        | stos.       |
| --- | ----------------- | --- | ----- | ----- | ----- | ---- | ---- | ----- | ----------- | ----------- | ----------- |
| 1.  | Šoštanj Topolšica | 18  | 6     | 6     | 0     | 18   | 5    | 3.60  | 329         | 200         | 1.65        |
| 2.  | Žirovnica         | 10  | 6     | 4     | 2     | 12   | 12   | 1.00  | 265         | 290         | 0.91        |
| 3.  | Črnuče            | 6   | 6     | 1     | 5     | 11   | 15   | 0.73  | 318         | 318         | 1.00        |
| 4.  | ŠDO Brezovica     | 2   | 6     | 1     | 5     | 8    | 17   | 0.47  | 251         | 355         | 0.71        |

Źródło: OZS (słoweń.)
Zasady ustalania kolejności: 1. liczba zdobytych punktów; 2. wyższy stosunek setów; 3. wyższy stosunek małych punktów.
Punktacja: zwycięstwo – 2 pkt; porażka – 0 pkt
Uwagi: Kluby rozpoczynały tę fazę z następującą liczbą punktów: Šoštanj Topolšica – 6 pkt; Črnuče – 4 pkt; Žirovnica – 2 pkt; ŠDO Brezovica – 0 pkt.
     Spadek do 2. DOL

## Klasyfikacja końcowa
| Lp. | Drużyna              | Uwagi             |
| --- | -------------------- | ----------------- |
| 1.  | Salonit Anhovo Kanal | 1A. DOL 1996/1997 |
| 2.  | Marles Maribor       | 1A. DOL 1996/1997 |
| 3.  | Olimpija             | 1A. DOL 1996/1997 |
| 4.  | Pomurje              | 1A. DOL 1996/1997 |
| 5.  | Minolta Bled         | 1A. DOL 1996/1997 |
| 6.  | Fužinar              | 1A. DOL 1996/1997 |
| 7.  | Krka Novo mesto      | 1A. DOL 1996/1997 |
| 8.  | Simonov Zaliv Izola  | 1A. DOL 1996/1997 |
| 9.  | Ljutomer             | 1B. DOL 1996/1997 |
| 10. | Kamnik               | 1B. DOL 1996/1997 |
| 11. | Šoštanj Topolšica    | 1B. DOL 1996/1997 |
| 12. | Žirovnica            | 1B. DOL 1996/1997 |
| 13. | Črnuče               | 1B. DOL 1996/1997 |
| 14. | ŠDO Brezovica        | 2. DOL 1996/1997  |

     Puchar Europy Mistrzów Klubowych 1996/1997
     Puchar Europy Zdobywców Pucharów 1996/1997
     Puchar CEV 1996/1997
     Spadek do 2. DOL